# Sacrificio (álbum de Bravo)
Sacrificio es el nombre del segundo álbum de estudio del grupo Bravo (1989). Fue lanzado al mercado por Radio K.O. de BMG el 5 de marzo de 1992. Gracias al éxito anteriormente obtenido con "Desierto Sin Amor", su primer sencillo, lograron posicionarse rápidamente en los primeros puestos con la balada "Una Larga Historia De Amor", ya que seguía con la misma temática del tema del álbum anterior.

## Lista de canciones
| Sacrificio |                                                         |                                              |          |  |
| N.º        | Título                                                  | Escritor(es)                                 | Duración |  |
| 1.         | «Angel (Over and over again)»                           | Robby Valentine                              | 4:45     |  |
| 2.         | «Enciéndeme»                                            | Carlos Alfredo Elías                         | 3:19     |  |
| 3.         | «Beso final»                                            | Carlos Alfredo Elías                         | 3:09     |  |
| 4.         | «Sacrificio»                                            | Carlos Alfredo Elías, E. Deross, A. Einstein | 4:49     |  |
| 5.         | «Ojos de miel»                                          | Carlos Alfredo Elías                         | 3:38     |  |
| 6.         | «Tango viejo»                                           | Carlos Alfredo Elías, E. Deross, A. Einstein | 3:19     |  |
| 7.         | «Siempre en mi corazón»                                 | Carlos Alfredo Elías, E. Deross              | 4:44     |  |
| 8.         | «Promesas»                                              | Carlos Alfredo Elías, E. Deross, A. Einstein | 3:22     |  |
| 9.         | «En el altar»                                           | Carlos Alfredo Elías                         | 3:13     |  |
| 10.        | «Noches de satén blanco (Nigth in white satin)»         | Justin Hayward del grupo The Moody Blues     | 3:05     |  |
| 11.        | «Tan mal»                                               | Carlos Alfredo Elías                         | 2:25     |  |
| 12.        | «Una larga historia de amor (Una lunga storia d'amore)» | Gino Paoli                                   | 4:14     |  |
| 44:08      |                                                         |                                              |          |  |

## Sencillos
- 1992 - "Una larga historia de amor"
- 1992 - "Noches de satén blanco"